# Villemo Daneling
Mikaela Teresia Villemo Linnéa Daneling (född Arkrans), född 10 oktober 1977 i Västerlövsta församling, Heby kommun, är en svensk organist och kompositör.

## Biografi
Villemo Daneling växte upp i Tryde, Tomelilla kommun och tog som barn lektioner i orgel. Daneling började arbeta 2013 som kyrkomusiker i Simrishamns pastorat, sedan som organist i Vä-Skepparslövs pastorat. Hennes första verk som publicerades i tryckt utgåva var Bröllopsmarsch från Tryde, som gavs ut 2018 på Musikförlaget Cantate. Hennes verk har framförts på olika håll i landet, bland annat Cantilena vid invigningen av ny orgel i Göteborgs konserthus 2021.

## Musikverk

### Piano
- Minimalistic suite.

1. How I Yearn
2. In the Beginning of the Year
3. Like a Long and Beautiful Sunset
4. November
5. View from a Lighthouse

### Orgel
- Bröllopsmarsch från Tryde. Utgiven 2018.[7] Daneling skrev stycket i Tryde kyrka när hon var 15 år gammal.[5]

- Improvisationer. Utgiven 2019.[8]

1. I denna ljuva sommartid
2. Kristus vandrar bland oss än

- Folkdans. Utgiven 2019.[9]

- Folklig marsch från Österlen för violin och orgel. Verket beställdes till Johan Tyrbergs biskopsvisitation i Österlen. Utgiven 2020.[10]

- Minimalistic suite i tre satser.

- Fyrarna.
- Hymn.
- Melody.
- Cantilena.

### Sång
- Just Before The Sun Will Rise.
- Seven Seas.

- Tre Österlingssånger. Text av Anders Österling.

1. Åltid
2. Sensommarmolnen.
3. Augusti.

- Havsmusik. Text av Christina Glasell.

- Hur svårt att ena tron med livets dagar. Text av Harry Martinson.

- Sea suite.

1. Clear horizon
2. Home
3. The lighthouse
4. In the harbour
5. That moment

- Alone

### Kör
- Nu är jag alltid hos dig för trestämmig kör (SAB) och orgel eller piano. Texten är hämtad ur psaltaren 73. Utgiven 2019.[11]

- Förklaring.

- Höstens dagar.

- Ljusfälten.

- Vårsvit.

1. Som ett litet frö
2. Börjar om igen
3. Det som gör mest ont